# Eucarpia variegata
Eucarpia variegata är en insektsart som först beskrevs av Walker 1870.  Eucarpia variegata ingår i släktet Eucarpia och familjen kilstritar. Inga underarter finns listade i Catalogue of Life.